# George Nichols (actor și regizor)
George Nichols (menționat în filme și ca George O. Nicholls, n. 28 octombrie 1864, Rockford, Illinois, SUA – d. 20 septembrie 1927, Hollywood, California, SUA) a fost un actor și regizor de film american. Este probabil cel mai bine cunoscut pentru munca sa la studiourile Keystone ale lui Mack Sennett.

## Biografie
Nichols s-a născut în Rockford, Illinois. A apărut ca actor în 221 de filme (din câte se știe) din 1908 până la moartea sa în 1927. De asemenea, a regizat 103 filme între 1911 și 1916. Împreună cu Henry "Pathe" Lehrman, Nichols a devenit un inamic al lui Charlie Chaplin, foarte devreme în cariera cinematografică a lui Chaplin, deoarece Chaplin a fost nemulțumit de felul în care Nichols a regizat și de ideile sale comice în timp ce ambii au lucrat la Keystone în 1914. În autobiografia sa, Chaplin a reamintit o dispută între el și Nichols în timpul turnării unui film în care a apărut Chaplin.
În timp ce lucra la Keystone, „Pops”, așa cum era cunoscut, a fost adesea distribuit ca tată al actriței Mabel Normand.

## Filmografie parțială

### Ca actor
- Behind the Scenes (1908)
- The Heart of O'Yama (1908)
- A Smoked Husband (1908)
- The Pirate's Gold (1908)
- The Hessian Renegades (1909)
- Pippa Passes (1909)
- The Death Disc: A Story of the Cromwellian Period (1909)
- The Red Man's View (1909)
- In Little Italy (1909)
- To Save Her Soul (1909)
- The Day After (1909)
- The Rocky Road (1910)
- The Woman from Mellon's (1910)
- The Two Brothers (1910)
- The Unchanging Sea (1910)
- What the Daisy Said (1910)
- A Flash of Light (1910)
- The Modern Prodigal (1910) as The Sheriff
- A Mohawk's Way (1910) as Doctor Van Brum
- Heart Beats of Long Ago (1911)
- What Shall We Do with Our Old? (1911)
- The Lily of the Tenements (1911)
- The Lonedale Operator (1911)
- Enoch Arden (1911)
- Fighting Blood (1911)
- Two Daughters of Eve (1912)
- Heredity (1912)
- The Unwelcome Guest (1913)
- A Little Hero (1913)
- Some Nerve (1913)
- The Under-Sheriff (1914)
- A Flirt's Mistake (1914)
- In the Clutches of the Gang (1914)
- Mickey (1918)
- A Romance of Happy Valley (1919)
- The Turn in the Road (1919)
- When Doctors Disagree (1919)
- The Greatest Question (1919)
- Victory (1919)
- The Coming of the Law (1919)
- The Family Honor (1920)
- Pinto (1920)
- The Iron Rider (1920)
- Oliver Twist, Jr. (1921)
- The Queen of Sheba (1921)
- The Fox (1921)
- Shame (1921)
- Molly O' (1921)
- Live and Let Live (1921)
- The Barnstormer (1922)
- The Pride of Palomar (1922)
- Don't Get Personal (1922)
- The Flirt (1922)
- The Ghost Patrol (1923)
- Let's Go (1923)
- The Phantom Fortune (1923)
- The Extra Girl (1923)
- Don't Marry for Money (1923)
- The Miracle Makers (1923)
- Children of Dust (1923)
- East of Broadway (1924)
- Geared to Go (1924)
- The Silent Stranger (1924)
- Secrets (1924)
- The Beautiful Sinner (1924)
- The Red Lily (1924)
- Daughters of Today (1924)
- The Silent Watcher (1924)
- Capital Punishment (1925)
- Proud Flesh (1925)
- The Light of Western Stars (1925)
- The Goose Woman (1925)
- His Majesty, Bunker Bean (1925)
- Rolling Home (1926)
- Broken Hearts of Hollywood (1926)
- Flames (1926)
- Gigolo (1926)
- Señor Daredevil (1926)
- White Gold (1927)
- Finger Prints (1927)
- The Wedding March (1928)

### Ca regizor
- She (1911)
- Cinderella (1911)
- The Higher Law (1911)
- The Celebrated Case (1912)
- Hazers Hazed (1912)
- Pa's Medicine (1912)
- Under Two Flags (1912)
- Ma and Dad (1912)
- Out of the Dark (1912)
- In Blossom Time (1912)
- Called Back (1912)
- Hill Folks (1912)
- The Princess of Lorraine (1912)
- Whom God Hath Joined (1912)
- The Ring of a Spanish Grandee (1912)
- Jess (1912)
- Love's Miracle (1912)
- The Saleslady (1912)
- Miss Arabella Snaith (1912)
- Dora Thorne (1912)
- The Cry of the Children (1912)
- Rejuvenation (1912)
- Into the Desert (1912)
- A Love of Long Ago (1912)
- The Girl of the Grove (1912)
- For Sale—A Life (1912)
- The Golf Caddie's Dog (1912)
- The Taming of Mary (1912)
- Nicholas Nickelby (1912)
- Flying to Fortune (1912)
- Extravagance (1912)
- The Arab's Bride (1912)
- The Passing (1912)
- He Would a Hunting Go (1913)
- His Sister's Kids (1913)
- Fatty's Flirtation (1913)
- A Ride for a Bride (1913)
- Fatty Joins the Force (1913)
- Wine (1913)
- A Small Time Act (1913)
- Fatty at San Diego (1913)
- Fashion's Toy (1913)
- In the Southland (1913)
- Into the Light (1913)
- The Call of the Heart (1913)
- On Her Wedding Day (1913)
- Retribution (1913)
- A Mock Marriage (1913)
- In the Harem of Haschem (1913)
- A Florida Romance (1913)
- Women of the Desert (1913)
- Tamandra, the Gypsy (1913)
- Dolores' Decision (1913)
- The First Prize (1913)
- The Supreme Sacrifice (1913)
- On the Threshold (1913)
- It Might Have Been (1913)
- The Under-Sheriff (1914)
- A Flirt's Mistake (1914)
- A Fatal Flirtaton (1914)
- When Reuben Fooled the Bandits (1914)
- Finnegan's Bomb (1914)
- When Villains Meet (1914)
- The Bowery Boys (1914)
- The Passing of Izzy (1914)
- Charlot aime la patronne (1914)
- Charlot marquis (1914)
- Charlot est trop galant (1914)
- Charlot fait du cinéma (1914)
- In the Clutches of the Gang (1914)
- Rebecca's Wedding Day (1914)
- A Robust Romeo (1914)
- Mabel's Bear Escape (1914)
- Rebecca's Wedding Day (1914)
- The Under-Sheriff (1914)
- Twixt Love and Fire (1914)
- A Film Johnnie (1914)
- His Favourite Pastime (1914)
- Cruel, Cruel Love (1914)
- The Star Boarder (1914)
- Locked In (1915)
- The Print of the Nails (1915)
- The Lost Messenger (1915)
- The Sculptor's Model (1915)
- The Eternal Feminine (1915)
- The Man with the Iron Heart (1915)
- When Love Is Mocked (1915)
- The Scarlet Lady (1915)
- The Isle of Content (1915)
- Ghosts (1915)
- A Man's Prerogative (1915)
- The Forged Testament (1915)
- A Man and His Work (1915)
- The Grinning Skull (1916)
- Tom Martin: A Man (1916)
- Why Love Is Blind (1916)